# Manytch
Le Manytch est une rivière russe d'une longueur de 219 km qui coule dans la dépression de Kouma-Manytch. Il est un affluent du fleuve le Don.

## Un tracé inhabituel
Historiquement, lors de fortes crues une partie des eaux pouvait couler vers l'est et former le 
Manytch de l'est (en) qui allait indirectement vers la mer Caspienne, mais un barrage a été construit dans les années 1970 pour empêcher cela.

## Projet de canal
Si le Canal Eurasie est réalisé, il a de fortes chances d'utiliser cette rivière sur une partie de son parcours.